# Kim Namil
Kim Namil (hangul: 김남일, handzsa: 金南, RR: Kim Nam-il; 1977. március 14. –) dél-koreai válogatott labdarúgó.

## Pályafutása

### Klubcsapatban
2000 és 2004 között a Csonnam Dragons játékosa volt. 2003-ban kölcsönadták Hollandiába először a Feyenoord, majd az Excelsior együttesének. 2005 és 2007 között a Szuvon Samsung Bluewings csapatában játszott. A 2008–09-es szezonban Japánban a Vissel Kobe játékosa volt. 2010 és 2011 között Oroszországban a Tom Tomszkban szerepelt. 2012 és 2013 között az Incshon Unitedet erősítette. 2014-ben a Jeonbuk Hyundai Motors tagjaként megnyerte a dél-koreai bajnokságot. 2015-ben a japán Kiotó Szanga játékosaként fejezte be a pályafutását.

### A válogatottban
1998 és 2013 között 98 alkalommal játszott a dél-koreai válogatottban és 2 gólt szerzett. Részt vett a 2002-es CONCACAF-aranykupán, a 2004-es Ázsia-kupán, valamint a 2002-es, a 2006-os és a 2010-es világbajnokságon.

## Sikerei, díjai
Jeonbuk Hyundai Motors
- Dél-koreai bajnok (1): 2014

Dél-Korea U20
- Ifjúsági Ázsia-bajnok (1): 1996

Dél-Korea
- EEAF-győztes (1): 2008